# گروه طرفدار دموکراسی هنگ کنگ
گروه طرفدار دموکراسی هنگ کنگ (انگلیسی: Pro-democracy camp) یک ائتلاف سیاسی است که با رویکرد توسعه دموکراسی در هنگ کنگ و توسعه حق رأی عمومی شهروندان در خصوص شورای تقنینی هنگ کنگ و مدیریت اجرایی ارشد هنگ کنگ عمل می‌کند. این ائتلاف از حقوق بشر لیبرال، آزادی‌های مدنی، حاکمیت قانون و عدالت اجتماعی دفاع می‌کند اما مواضع اقتصادی آن مختلف است. در مقابل این گروه، ائتلاف طرفدار پکن قرار دارد. هرچند از زمان الحاق هنگ کنگ به چین، این ائتلاف اغلب ۵۵ تا ۶۰ درصد آرا را کسب کرده اما به علت نوع ساختار غیرمستقیم شورای تقنینی، در اقلیت بوده‌است.